# B-Daman
B-Daman (ビーダマン, Bīdaman) é um brinquedo de tiro de berlindes produzido pela Takara no Japão.
O design Blaster é uma figura humanoide no centro, onde uma berlinde feita especialmente, é lançada (não apenas as berlindes podem ser lançadas). Diferentes acessórios são usados para alterar a precisão de um B-Daman, como o poder, equilíbrio, controle e o fogo rápido. Eles são personalizáveis e cada um tem seu truque especial.
Nos idiomas Inglês e Português os brinquedos Battle B-Daman, as berlindes são referidas como "B-Dama". Em todos os casos, eles são chamados simplesmente de "berlindes" (em japonês:  ビー玉; biidama, daí veio o nome de "B-Daman") no Japão.

## Cronograma
- Em 2004, a Hasbro colaborou com a Takara e a Fox Entertainment Group para trazer para o Japão e os EUA.
- Em 2005, a Hasbro licenciou os brinquedos da série "Battle B-Daman".
- Em 2005, a Takara licenciou o anime para a Fox Entertainment Group.

## Regras do Jogo
Dependendo de como ele é jogado, existem diferentes conjuntos de regras do jogo. Em "Battle B-Daman" o conjunto do torneio da Hasbro, tem os seguintes 10 jogos:
- Golpe directo de combate (GDC) (ou Direct hit battle em inglês) (DHB): O objectivo é atirar em outro B-Daman até que o interruptor do B-Daman do adversário é atingido. No sistema "Zero", isto faz com que uma tampa bloqueie o cano (originalmente uma peça do jogo que foi feita especialmente sairia). A armadura do golpe directo de combate é necessária. (Observação: A Hasbro só vende o Zero, e as versões blastercore.)
- Marca da Equipa (Tag Team) DHB: Semelhante ao DHB, só você tem companheiros de equipe que pode marcar quando não estiver sendo disparado contra. Você não pode marcar seu parceiro, se a sua armadura for desactivada.
- Destruição (havoc) DHB: Semelhante ao DHB, mas a oposição do B-Daman é o alvo atrás dos bloqueios colocados em B-da Campo de Combate (B-dabattlefield).
- Invasão (Invasion) B-Daman: Atire no disco de combate na arena até que ele atinja a base do oponente. Isto é conhecido como "Batalha de Hóquei" no Japão.
- Martelo de combate (Battle hammer): Tente atirar o disco o mais longe quanto você puder, só poderá usar 5 tiros.
- Ataque final (Ultimate strike): Um clássico jogo de derrubar o maior número de pinos no alvo possível de uma só vez.
- Atire a lacuna (Shoot the gap): Atire entre os pinos de pé-alvo, evitando bater neles.
- Assalto B-Daman (Assault): Vire as portas do seu oponente em 30 segundos.
- Explosão B-Daman (Blast): Vire as 4 portas com 6 berlindes.
- Alvo Difícil (Hard target): Atire o pino de combate escondido atrás do alvo de barreiras.
- B-Desafio (B-DaChallenge): Cada jogador cria um tiro e tenta concluí-lo. Se forem bem sucedidos, o seu oponente deve completá-lo. Se eles falharem, você ganha.
- B-Dama é lançado é a partir de 50  centímetros à distância. A pontuação é determinada pelo número de B-DaBolas que são abatidas fora do círculo.
- Absorção de Combate EZ (EZ battle getter): Coloque um lápis entre os opostos B-DAJogadores (B-DAPlayers), em seguida, tente empurrar o lápis ao adversário, disparando por 30 segundos. A partida é vencida por empurrar o lápis para o lado do adversário.
- EZ pelo portão (EZ through the gate): Coloque 5 pinos em uma linha, com cada pino à 5 centímetros longe do próxima pino mais próximo. Atire o fogo de 60 centímetros de distância por 10 rodadas. Cada B-Dama passa entre os placares da lacuna com 10 pontos, ao passo que cada pino é derrubado perde 10 pontos.
- EZ Três Quebrado (EZ broken three): Faça uma linha de 3 alvos com borracha (gomu) para eliminar, então atire o fogo no alvo em 50 centímetros de distância. O vencedor é determinado por quanto tempo leva para quebrar os alvos.
- Salto do céu EZ (EZ sky jump): Coloque um copo de papel com abertura na parte superior, em seguida, atire o copo à 50 centímetros a distância por 3 tiros. O vencedor é determinado pela quantidade de B-DaBolas que são filmadas no copo.

É salvo a disposição em contrário, as seguintes regras usam modelo limitado do B-Daman como alvos:
- Batalha de Hóquei EZ (EZ battle hockey): O mesmo que a Absorção de Batalha EZ (EZ battle getter), mas pode usar garrafa PET (plástico transparente da garrafa de bebida) em vez de lápis.
- Tempo de Ataque EZ (EZ time attack): Acerte em uma linha de metas de 50 centímetros a distância. Ajuste o número de metas e distância de disparo, se for necessário. O vencedor é determinado pela quantidade de tempo de disparo.
- Combate de Boliche EZ (EZ battle bowling): Igual ao normal EZ battle bowling.

## Torneios
Os torneios de jogos são feitos pela Hasbro no Canadá a cada verão. Takara recebe muitos torneios durante todo o ano no Japão, tal como Beyblade.

## Séries de B-Daman
B-Daman foi produzido pela primeira vez em 1993, modelado após Bomberman, e portanto, foi chamado de "Bomberman B-Daman".

### Séries Bomberman B-Daman Bakugaiden
- Bakugaiden (1995): Montado a partir das partes ocidentais das armaduras-temas, que foi a base para Battle B-Daman.
- Bakugaiden II (1996): Foi vendido com Super Bomberman 4.
- Bakugaiden III (1997): B-Daman pode ser transformado em veículos.
- Bomberman B-Daman Bakugaiden IV (1998): Ao contrário da série anterior, ele só é vendido em forma desmontada, com peças intercambiáveis. A partir da primeiro da série de TV, os jogos não são mais contados.
- Bomberman B-Daman Bakugaiden V (1999):

### Séries de Super B-Daman
- Super B-Daman Bomber System

Usa uma imagem muito básica do núcleo. Este é o início de Super B-Daman, e são derivados da série anterior de B-Daman; Bomberman B-Daman Bakugaiden. Expandiu em #51-113
- Super B-Daman Over Shell System

Usa uma engrenagem a mais de tamanho, e se chamava Over Shell, que conecta em B-Daman para aumentos de uso parcial. Esta concepção de séries foi obtido a partir do Super B-Daman mangá/anime. A série mediu #79-126
- Super B-Daman Plug In System

Descartada de Over Shell, no lugar de mais peças complexas e truques. Esta concepção de séries foi obtido a partir do Super B-Daman mangá/anime. Expandiu em #114-128
- Super B-Daman Plug In-Extra System

Mantido o mesmo projeto básico como PI, mas acrescentou mais partes. Esta concepção de séries foi obtido a partir do Super B-Daman mangá/anime. Expandiu em #129-140
- Super B-Daman Revolution System

As peças tornou-se menos complexa, e foram vendidas em forma pré-montado. Este projeto de séries foi obtido a partir de Super B-Daman mangá/anime. Expandiu em #141-156
- Super B-Daman Revolution Extra-Unit System

A última série de Super B-Daman; A popularidade tinha deslizado até agora em Takara na nova linha de brinquedos Beyblade. Ao todo, foram quatro unidades vendidas. Esta série permite PI e PI-EX para ser usada em conjunto com RE. Esta concepção séries foi obtido a partir do Super B-Daman mangá/anime. Expandiu em #157-160

### Battle B-Daman
- Séries DHB (2002-3-21): Permiti o escudo local e ponto de ataque para ser equipado. Por questões de segurança, as peças que aumenta o poder de fogo não foram feitas.
- Modelo de série limitada (Limited model series) (2002–12): Baixo custo, reembalado Fighting Phoenix, Wild Wyvern, Stag Sphinx, Konig Kerberos, Master Kouryakuou Special II, Blue B-Daman de Super B-Daman OS séries.
- Séries Zero (2003-7-17): Permite a armadura DHB para ser usado nesta série. A força do chute foi aumentada. As peças foram ainda mais simplificada de Super B-Daman designs.
- Zero2 (blaster core) séries (2004-7-22): Permite DHB núcleo de ser substituído.
- Zero2 Strike Shot séries (2004–12): Permiti DHB núcleo previamente para ser utilizado. A unidade pode levar 3 acertos. Além disso, a B-DaBolos têm diferentes materiais, o que dá diferentes atributos e capacidade.
- Cartridge séries (2005-7-21): Quando um cartucho é carregado para o núcleo, 2 B-DaBolas pode ser disparada em um tiro.
- Digital B-Daman (2005-11-24): B-Daman é controlado por controle remoto infravermelho.

### Séries Crash B-Daman
Crash B-Daman foi vendido pela primeira vez em 2005/12/31. Esta série é especializada em fotografia. Ele usa tipo pistola aderência e gatilho, fazendo com que pareça vagamente como uma pistola. Também é compatível com algumas partes Battle B-Daman. Os apertos de pistola e gatilhos variam em tamanho, cor e funcionalidade. Crash só fez 40 modelos antes de ser cancelado. Muitos jogadores de importação gostou do design, mas os pais japoneses acreditavam que os modelos de armas eram muito violentos para seus filhos, assim como seus filhos podem desfrutar, manusear e ter a possibilidade de ver as armas na TV.
- Séries Crash

Truques simples são usados como núcleo delta, núcleo de rolo, etc. Só barris e revistas de Cartucho B-Daman eram compatíveis com versões anteriores.
- Séries Synchronized Weapon System

Adicione o truque de disparar uma arma Crash a partir da alça, bem como a introdução de truques muito mais complexos.

### Séries Metal B-Daman
A série Metal de B-Daman, lançado em 24 de junho de 2007, no Japão. Os jogadores japoneses têm-se queixado de que a embalagem é muito grande para o que está dentro. A embalagem é de aproximadamente 1,5x tão grande como o SWS Bater B-Daman, mas o próprio B-Daman é inferior a metade do tamanho de um SWS. O B-Daman para esta série é magnético, e eles são apenas
- 11 centímetros; em vez dos habituais 16 centímetros. Até agora, não se sabe se as peças personalizáveis vão estar disponíveis. É notável que estes B-Daman são incrivelmente baratos, em torno de 400 Yen ($3.50 US).

### B-Daman Crossfire
A última série de B-Daman, que tem uma série de linha de brinquedos e anime. É completamente diferente em comparação com o anterior B-Daman. B-Daman Crossfire foi diretamente seguido por B-Daman Fireblast.

### B-Daman Fireblast
A série mais recente B-Daman Crossfire é chamada B-Daman Fireblast (conhecido como Cross Fight B-Daman eS no Japão), que introduziu os ataques de carga emblema. É o show sucessor de B-Daman Crossfire.

## Adaptações

### Mangás
- Super B-Daman
- Bomberman B-Daman Bakugaiden
- Bomberman B-Daman Bakugaiden V
- B-Legend! Battle B-Daman (e depois, Fire Spirits)
- Crash B-Daman

### Séries de TV
- Super B-Daman
- Bomberman B-Daman Bakugaiden
- Bomberman B-Daman Bakugaiden V
- Battle B-Daman
- Battle B-Daman: Fire Spirits!
- Crash B-Daman
- B-Daman Crossfire (Cross Fight B-Daman no Japão)
- B-Daman Fireblast (Cross Fight B-Daman eS no Japão)

### Jogos electrónicos
- Bomberman B-Daman (Super Famicom, Somente no Japão)
- Super B-Daman (Game Boy, Super Famicom, Somente no Japão)
- Bomberman B-Daman Bakugaiden (Game Boy Color, Somente no Japão)
- B-Densetsu Battle B-Daman (Game Boy Advance)
- B-Densetsu Battle B-Daman 2 (Game Boy Advance, sendo lançado nos EUA como B-Daman: Fire Spirits)
- B-Densetsu Battle B-Daman 3 (Game Boy Advance, Somente no Japão)
- Super B-Daman: Battle Phoenix 64 (Nintendo 64, Somente no Japão)

### Cartas
- Bomberman B-Daman Bakugaiden jogos de cartas
- B-Denetsu Battle B-Daman jogos de cartas